# ثابت بن خنساء
ثابت بن خنساء بن عمرو بن مالك الخزرجي الأنصاري صحابي جليل من قبيلة الخزرج من الأنصار شهد مع النبي محمد ﷺ غزوة بدر في قول الواقدي.